# 鬼頭仁三郎
鬼頭 仁三郎（きとう にさぶろう、1900年12月1日 - 1947年9月29日)は、日本の経済学者。

## 略歴
愛知県名古屋市出身。1925年東京商科大学卒、1928年同研究科卒。高垣寅次郎に師事した。東京商大図書館に勤め、1935年東京商大附属商業専門部教授、1940年東京商大教授を兼任した。1945年東京商大附属商学専門部長、同商業教育養成所長となった。1947年叙官吏一級、正五位。墓所は多磨霊園。
ケインズの「貨幣論」を翻訳し1932-1934年に刊行。「貨幣と利子の動態」をはじめとする貨幣論の著作によって、ケインズ金融理論の発展に努めた。弟子に三上隆三、吉野昌甫らがいる。英文学者で作家の北條文緒は娘。

## 著書
- 『国際資本移動論』日本評論社 1939
- 『貨幣と利子の動態 貨幣経済の性格』岩波書店 1942
- 『交易理論の基礎』大理書房 1945
- 『ケインズ経済学解説』東洋経済講座叢書 東洋経済新報社 1946 のち現代教養文庫
- 『世界通貨の将来 国際通貨基金との問題』(アカデミックライブラリイ)アカギ書房 1947
- 『物価の理論 (現代経済学叢書）東洋経済新報社 1948
- 『ケインズ研究』東洋経済新報社 1948
- 『国際経済と通貨の理論 (現代経済学叢書）東洋経済新報社 1949
- 『外国為替講義』東洋経済新報社 1950
  - 『外国為替講義 増補』小泉明補訂. 東洋経済新報社, 1957

### 翻訳
- 『ケインズ貨幣論』同文館 1932-1934